# Harrison Salisbury
Harrison Evans Salisbury est un journaliste américain né le 14 novembre 1908 à Minneapolis (Minnesota) et mort le 5 juillet 1993. Il fut le premier correspondant à Moscou du New York Times.
Il fut lauréat du prix Pulitzer et de deux prix George Polk. Il fut un des premiers journalistes opposants de la guerre du Viêt Nam. Il a écrit de nombreux livres documentaires. Il a notamment préfacé et annoté le texte d’Andreï Sakharov, Réflexions sur le progrès, la coexistence pacifique et la liberté intellectuelle (New York Times, 1968 ; Gallimard 1969).
Il prit sa retraite du New York Times en 1973.

## Œuvres
- American in Russia (1955)
- The Shook-Up Generation (1958)
- Moscow Journal: the End of Stalin (1961)
- A Key to Moscow (1962)
- A New Russia? (1962)
- The Northern Palmyra Affair (1962)
- Behind the Lines—Hanoi (1967)
- Orbit of China (1967),
- War Between Russia and China (1969)
- The 900 Days: The Siege of Leningrad (1969)
- To Peking and Beyond: A Report on the New Asia (1973)
- The Gates of Hell (1975)
- Black Night, White Snow: Russia's Revolutions 1905-1917 (1978)
- Without Fear or Favor: The New York Times and Its Times (1980)
- Journey For Our Times (1983)
- China: 100 Years of Revolution (1983)
- The Long March: The Untold Story (1985)
- Tiananmen Diary: Thirteen Days in June (1989)
- The New Emperors: China in the Era of Mao and Deng (1992)
- Heroes of My Time (1993)
- En français : 1941-1945, la campagne de Russie : une guerre inconnue révélée par des documents inédits des archives soviétiques (Paris : Editions Alta, 1979)